# Eno
Pour les articles homonymes, voir Eno (homonymie).
Eno est une ancienne municipalité de l'est de la Finlande. Elle fait partie de la province de Finlande orientale et de la région de Carélie du Nord.
Elle a été absorbée par la municipalité de Joensuu le 1er janvier 2009.

## Géographie
La commune marque la porte de l'Est sauvage. Elle est traversée par la rivière Pielisjoki qui part du lac Pielinen à l'extrême nord de la municipalité. Elle compte deux villages principaux d'environ 2 000 habitants chacun, le centre administratif et le village de Uimaharju, distants de 15 km. 
Le village centre est lui-même situé à 36 km de la capitale régionale Joensuu par la Seututie 514.
La commune comprend également une petite partie du parc national de Koli.
Les municipalités limitrophes sont Ilomantsi à l'est, Lieksa au nord, Kontiolahti à l'ouest et Joensuu au sud.

## Histoire
La première mention du lieu date du XVIe siècle. Le petit village compte alors 20 maisons. En 1857, la paroisse d'Eno est séparée de celle d'Ilomantsi, et l'administration municipale se met à fonctionner en 1871.
Le XXe siècle voit le développement de l'unique industrie de la commune: la pâte à papier. Stora Enso reste plus que jamais le principal employeur, mais les réductions d'effectifs des années 1990 ont durement touché la municipalité.
Aujourd'hui, Eno se tourne vers l'uranium. Elle abriterait en effet le plus important gisement de Finlande. La COGEMA a reçu le 10 octobre 2006 une autorisation de prospection et d'exploitation pour une zone de 1 500 hectares partagée avec Kontiolahti.